# Юган I (король Швеції)
Юган I Сверкерссон (швед. Johan Sverkersson, Johan I; 1201 — 1222) — король Швеції з 1216 до 1222 року. Походив з династії Сверкерів.

## Життєпис

### Молоді роки
Був сином Сверкера II, короля Швеції, та Інґіґерд Бірґерсдоттер (походила з династії Б'єльбу). Дитиною він був присутній при боротьбі династій Сверкерів та Еріків за владу над країною. У 1208 році Сверкер II зазнав поразки при Лені, у 1210 році значне військо Сверкера II зазнало нищівної поразки при Єстільрені, під час якої загинув сам Сверкер II. Новим королем став Ерік X, а Юган разом з матір'ю вимушений був утікати до Данії.
Тут він перебував до самої смерті короля Еріка X у 1216 році. Шведська знать, зокрема представник могутнього роду Б'єльбу, запросили на трон Юхана Сверкерсона.

### Панування
7 серпня 1219 року в місті Лінчепінг відбулася церемонія коронації Югана І архієпископом Упсальським Оловом Басатомером. Але двір Югана I розміщувався у Сігтуні. Для зміцнення своїх позицій у державі Юхан одружився з представницею роду Б'єльбу. Відтоді члени цього аристократичного роду стали фактичними керівниками держави. З огляду на молодий вік короля Юхана саме вони визначали політику як всередині, так й зовні Швеції.
З цього короля починаються шведські загарбницькі походи. Першим таким був морський похід на острів Сааремаа в Естонії. Кінцевою метою було завоювання якомога більше земель на півночі Балтики. Проте 8 серпня 1220 року шведська армія на чолі із ярлом Карлом Глухим та єпископом Карлом Маґнуссоном, що походили з родини Б'єльбу, зазнала жорстокої поразки у Лігулаській битві. Це надовго припинило загарбницькі походи шведів.
10 березня 1222 року король Юхан I помер у королівському замку Нес на острові Вісингсе (озера Веттерн).